# Iara (Romania)
Iara (in passato Iara de Jos, in ungherese Alsójára, in tedesco Jahren) è un comune della Romania di 4 554 abitanti, ubicato nel distretto di Cluj, nella regione storica della Transilvania.
La zona di Iara si distingue per un paesaggio composto da colline ondulate, pascoli e foreste rigogliose. Situata nella catena montuosa dei Carpazi Occidentali, è attraversata dal fiume Iara, il cui corso favorisce la fertilità del territorio e arricchisce l'ambiente naturale della regione.
Le sue località circostanti sono caratterizzate da piccoli villaggi tradizionali della transilvania, con abitazioni costruite in legno o pietra, spesso dotate di tetti in tegole rosse e giardini curati. La popolazione locale è prevalentemente dedita ad attività agricole, conservando uno stile di vita autentico e fortemente legato alle tradizioni del territorio.
Il comune è formato dall'unione di 13 villaggi: Agriș, Borzești, Buru, Cacova Ierii, Făgetu Ierii, Iara, Lungești, Măgura Ierii, Mașca, Ocolișel, Surduc, Valea Agrișului, Valea Vadului.